# Списак двораца у Србији
Списак двораца, вила и летњиковаца у Србији по општинама:

## Апатин
- Летњиковац „Вендл Мор”, Сонта

## Аранђеловац
- Старо здање, Аранђеловац
- Вила „Караџић ”у Буковику, Аранђеловац

## Бач
- Дворац Фриц - Христић, Бачко Ново Село

## Бачка Паланка
- Дворац породице Дунђерски у Челареву, Челарево

## Бачки Петровац
- Дворац Дунђерски у Кулпину, Кулпин

## Бачка Топола
- Каштел Пала Краиа, Бачка Топола
- Дворац Зако, Бајша
- Дворац Терлеи, Зобнатица
- Дворац Каштел у Панонији, Панонија
- Дворац у Горњој Рогатици, Горња Рогатица
- Дворац у Карађорђеву, Карађорђево
- Летњиковац Енгелман, Гунарош
- Летњиковац Криваја, Криваја

## Београд
- Конак кнеза Милоша у Топчидеру и Конак кнегиње Љубице
- Стари конак
- Комплекс Градских дворова - Стари двор и Нови двор
- Дворски комплекс на Дедињу - Краљевски двор и Бели двор
- Зграда Патријаршије
- Кућа краља Петра I Карађорђевића, Београд

## Беочин
- Дворац у Беочину, Беочин

## Бечеј
- Дворац Фантаст, Бечеј
- Дворац Гомбош, Бечеј

## Бор
- Кнежев дворац, Бор

## Ваљево
- Вила Туцовића у Ваљеву, Ваљево

## Врање
- Пашин конак, Врање

## Врбас
- Вила у Савином Селу, Савино Село
- Дворац Херцл, Врбас
- Дворац Табори, Врбас
- Томанова вила, Врбас

## Врњачка Бања
- Дворац Белимарковића у Врњачкој Бањи, Врњачка Бања
- Задужбина Лазара и Анке Стојадиновић, Врњачка Бања
- Вила Палас, Врњачка Бања
- Вила Ми Ла, Врњачка Бања
- Вила Авала, Врњачка Бања

## Вршац
- Владичански двор у Вршцу, Вршац
- Дворац Барона Јовановића у Сочици, Сочица
- Дворци породице Лазаревић у Великом Средишту, Велико Средиште
- Дворац у Влајковцу, Влајковац

## Горњи Милановац
- Милошев конак у Горњој Црнући, Горњи Милановац

## Зајечар
- Зграда Историјског архива у Зајечару, Зајечар
- Радул-бегов конак, Зајечар
- Кућа у ул. Проте Матеје 9 у Зајечару, Зајечар
- Грађанско-стамбена трговачка кућа у Зајечару, Зајечар

## Зрењанин
- Вила Данијел, Зрењанин
- Вила Елек, Зрењанин
- Дворац „Каштел“ у Ечки, Ечка
- Дворац породице Киш, Елемир
- Дворац у Меленцима, Меленци

## Житиште
- Дворац Рогендорф, Банатски Двор

## Инђија
- Вила Станковић, Чортановци
- Дворац Пејачевић, Јарковци

## Јагодина
- Зграда у ул. Бошка Ђуричића 10 у Јагодини, Јагодина
- Вила Клефиш у Јагодини, Јагодина

## Кањижа
- Дворац грофа Караса у Хоргошу, Хоргош

## Кикинда
- Вила Диван, Сајан
- Вила Ризенфелдер у Кикинди, Кикинда
- Вила у Кикинди, Кикинда
- Летњиковац Маврокордато, Кикинда

## Књажевац
- Кућа Аце Станојевића, Књажевац
- Вила пољопривредног комбината „Џервин”, Књажевац

## Крагујевац
- Комплекс дворских објеката Милоша Обреновића у Крагујевцу (Амиџин конак, Кнез Михаилов конак)
- Вила Чомић, Меморијални простор Спомен парка у Крагујевцу, Крагујевац

## Кула
- Вила у Кули, Кула
- Замак Крстур, Руски Крстур

## Куршумлија
- Врхлаб, недалеко од Куршумлије

## Лесковац
- Палата Калодерма, Лесковац
- Палата Сотира Илића у Лесковцу, Лесковац
- Кућа Шоп Ђокића, Лесковац
- Палата Милана Поповића-Тонкића, Лесковац
- Грађанска кућа у ул. Ђорђа Лешњака 1 у Лесковцу, Лесковац

## Лозница
- Вила „Здравље”, Бања Ковиљача
- Вила „Иванка”, Бања Ковиљача
- Вила „Гучево”, Бања Ковиљача
- Вила „Драга”, Бања Ковиљача
- Вила „Цер”, Бања Ковиљача
- Вила „Бенкара”, Бања Ковиљача
- Вила „Анкица”, Бања Ковиљача
- Вила „Сунчица”, Бања Ковиљача
- Вила „Катарина”, Бања Ковиљача
- Вила доктора Петровића, Бања Ковиљача
- Вила „Даница - Дом Вујића”, Бања Ковиљача

## Мали Иђош
- Летњиковац породице Пеце, Мали Иђош

## Неготин
- Зграда Дома ЈНА у Неготину, Неготин

## Ниш
- Зграда у ул. Станка Пауновића 39 у Нишу, Ниш
- Зграда инжињеријске касарне у Нишу, Ниш
- Зграда Учитељског дома у Нишу, Ниш
- Вила апотекара Величковића у Нишкој Бањи, Ниш
- Зграда Радио станице у Нишу, Ниш
- Зграда Андона Андоновића, Ниш
- Зграда у ул. Обилићев венац 18 у Нишу, Ниш
- Зграда у Ул. Лоле Рибара 2 у Нишу, Ниш

## Нова Црња
- Дворац Нојхаузен, Српска Црња

## Нови Бечеј
- Дворац Гедеона Рахонција на Бисерном острву, Нови Бечеј
- Дворац Карачони у Новом Милошеву, Нови Бечеј
- Дворац Милоша Бајића, Бочар
- Дворац Соколац, Нови Бечеј
- Дворац Хертеленди – Бајић, Бочар

## Нови Кнежевац
- Дворац Малдегем, Нови Кнежевац
- Дворац породице Сервијски у Новом Кнежевцу, Нови Кнежевац

## Нови Сад
- Владичански двор у Новом Саду, Нови Сад
- Дворац Еђешег, Нови Сад
- Дворац Карцибањи-Марочањи, Сремска Каменица
- Дворац Хадик, Футог
- Котеков дворац, Футог
- Јодна Бања, Нови Сад
- Зграда, покретни инвентар и непосредна околина имања „Визић” крај Бегеча, Нови Сад

## Оџаци
- Вила Ертл, Оџаци

## Параћин
- Зграда у ул. Бранка Крсмановића број 45 у Параћину, Параћин

## Пландиште
- Дворци породице Данијел у Старом Лецу, Стари Лец
- Дворац Јагодић у Старом Лецу, Стари Лец
- Дворац Капетаново у Старом Лецу, Стари Лец
- Дворац у Хајдучици, Хајдучица

## Рача
- Карађорђев дом у Рачи, Рача

## Рума
- Летњиковац породице Фишер, Рума
- Летњиковац грофа Пејачевића, Рума

## Сечањ
- Дворац у Конаку, Конак

## Смедерево
- Летњиковац Обреновића на Плавинцу код Смедерева, Смедерево

## Сокобања
- Вила „Далмација”, Сокобања

## Сомбор
- Дворац Фернбах, Алекса Шантић
- Дворац Ковач, Риђица
- Дворац Редл, Растина
- Каштел Вамошер, Бачки Моноштор
- Каштел у Сомбору, Сомбор

## Сремска Митровица
- Дворац Вишњевац, Велики Радинци

## Сремска Каменица
- Дворац Марцибањи-Карачоњи, Сремска Каменица

## Сремски Карловци
- Палата Илион, Сремски Карловци
- Патријаршијски двор у Сремским Карловцима, Сремски Карловци
- Богословија Светог Арсенија

## Стара Пазова
- Дворац „Шлос“ у Голубинцима, Голубинци

## Суботица
- Вила Лујза, Палић
- Вила Палић, Палић
- Дворац Ингус, Хајдуково

## Темерин
- Дворац „Каштел“ у Темерину, Темерин

## Тител
- Вила Влашкалић, Мошорин

## Топола
- Краљева вила, Топола
- Краљичина вила, Топола

## Чајетина
- Вила Александра Павловића, Златибор

## Чока
- Дворац Ледерер, Чока
- Летњиковац Шулхо Вебера, Падеј
- Породична кућа Диван Георга, Падеј

## Шид
- Руски двор у Шиду, Шид